# Vasikkajärvi (Gällivare socken, Lappland, 744635-173585)
Vasikkajärvi är en sjö i Gällivare kommun i Lappland och ingår i Kalixälvens huvudavrinningsområde.